# Rise Like a Phoenix
"Rise Like a Phoenix" este un cântec pop interpretat de cântărețul austriac Conchita Wurst, și câștigătorul Concursului Muzical Eurovision 2014. Ales pentru a reprezenta Austria la ediția Eurovision din 2014 din Danemarca.Lansarea sa oficiala de pe 18 martie 2014 a fost urmata pe 21 martie de prima interpretare live la televiziune a Cochitei, la spectacolul ORF Dancing Stars. "Rise Like a Phoenix" a fost a doua victorie a Austriei la concurs, prima fiind în 1966.

## Background
Compozitorul Ali Zuckowski inițial a compus piesa pentru un alt proiect. Fiecare companie de înregistrare importantă din Austria a refuzat să producă
"Rise Like a Phoenix". Echipa austriaca pentru Eurovision i-au sugerat sa contribuie cu ei, iar el îndată s-a gândit la acest cântec, spunând "Stiam ca se va întâmpla ceva grozav cu acest cântec". Piesa a intrat în procesul de selecție al ORF și în cele din urmă a fost selectat pentru a reprezenta țara.

## Videoclip muzical
Pentru a acompania lansarea piesei "Rise like a Phoenix", un videoclip muzical a fost pus pe Youtube pe data de 18 martie 2014, având o mărime de trei minute și cinci secunde.

## Lansarea
Cântecul a fost lansat de ORF pe 18 martie 2014, în aceeași zi cu videoclipul. Pe website-ul ORF piesa a fost plasată pentru descărcare.

## Recepție
Stern a dat melodiei 4 din 5 puncte. Primul câștigător al Austriei la concurs, Udo Jürgens a spus despre melodie că ar fi "un cântec compus bine cu o frumoasă reverență muzicală", și că versurile inspiră "ridicarea din cenușă".

## Track listing
| Descărcare digitală |                       |         |  |
| Nr.                 | Titlu                 | Lungime |  |
| 1.                  | „Rise Like a Phoenix” | 3:01    |  |

## Clasamente și certificații
| Clasament (2014)                         | Poziția de vârf |
| ---------------------------------------- | --------------- |
| Austria (Ö3 Austria Top 40)              | 1               |
| Belgia (Ultratop 50 Flanders)            | 8               |
| Belgia (Ultratop 50 Wallonia)            | 19              |
| Danemarca (Tracklisten)                  | 6               |
| Finlanda (Suomen virallinen latauslista) | 2               |
| Franța (SNEP)                            | 39              |
| Germania (Media Control Charts)          | 5               |
| Ungaria (Single Top 20)                  | 9               |
| Iceland (RÚV)                            | 8               |
| Irlanda (IRMA)                           | 10              |
| Luxembourg Digital Songs (Billboard)     | 2               |
| Olanda (Single Top 100)                  | 3               |
| Scoția (Official Charts Company)         | 18              |
| Spania (PROMUSICAE)                      | 8               |
| Suedia (Sverigetopplistan)               | 27              |
| Elveția (Schweizer Hitparade)            | 2               |
| UK Singles (Official Charts Company)     | 17              |
| UK Indie (Official Charts Company)       | 1               |

| Regiune | Certificări | Vânzări |
| --- | ----------- | ------- |
| Austria (IFPI Austria) | Platinum    | 30.000x |
| *cifrele de vânzări sunt bazate pe un singur certificat ^cifrele cargo sunt bazate pe un singur certificat xcifrele nespecificate sunt bazate pe un singur certificat |             |         |